# NGC 6429
NGC 6429 este o galaxie situată în constelația Hercule. A fost descoperită în 2 iulie 1864 de către Albert Marth.